# Levan Pantsulaia
Levan Pantsulaia est un joueur d'échecs géorgien né le 26 février 1986 à Tbilissi.
Au 1er septembre 2016, il est le numéro trois géorgien avec un classement Elo de 2 601.

## Biographie et carrière
Grand maître international depuis 2008, Levan Pantsulaia remporte le championnat du monde des moins de seize ans en 2002 et le championnat de Géorgie en 2008, 2015, 2021, 2022 et 2025.
Il représente la Géorgie lors des neuf olympiades de 2006 à 2024 et lors du championnat d'Europe d'échecs des nations de 2005 (la Géorgie finit septième).
En 2005, il est éliminé au troisième tour de la coupe du monde par Boris Guelfand après avoir battu Surya Ganguly et Vadim Milov, chacun sur la marque de 2,5 à 1,5.
Lors de la Coupe du monde d'échecs 2021, il est battu au premier tour par le jeune Ouzbek de 15 ans, Javokhir Sindarov.